# Districte de Sissach

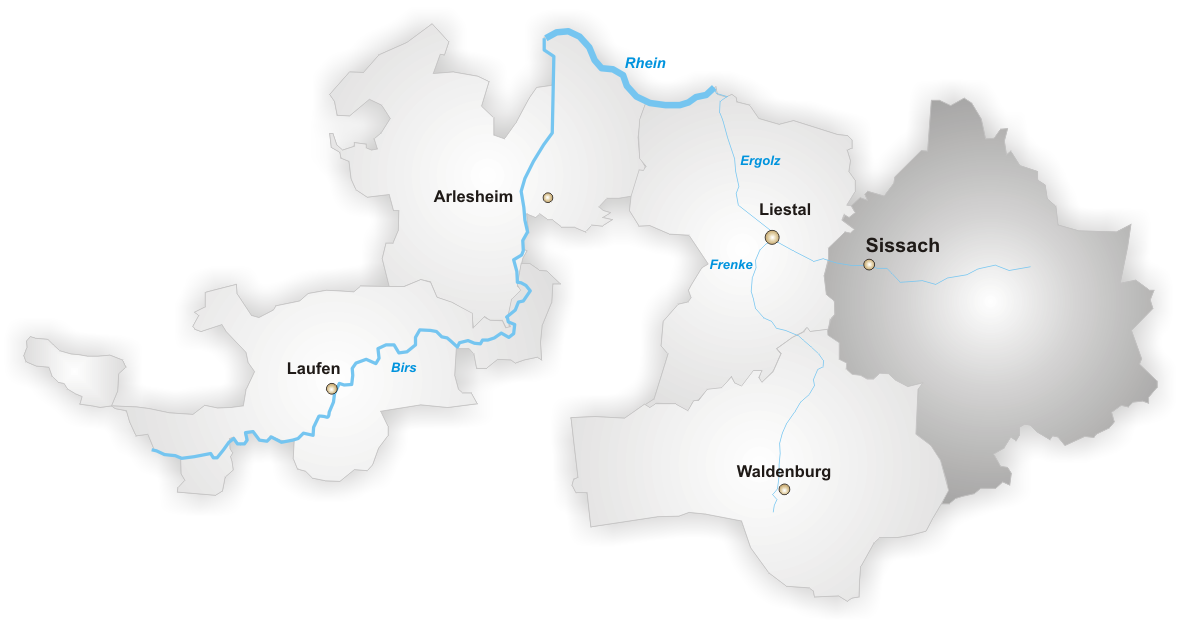
El districte de Sissach

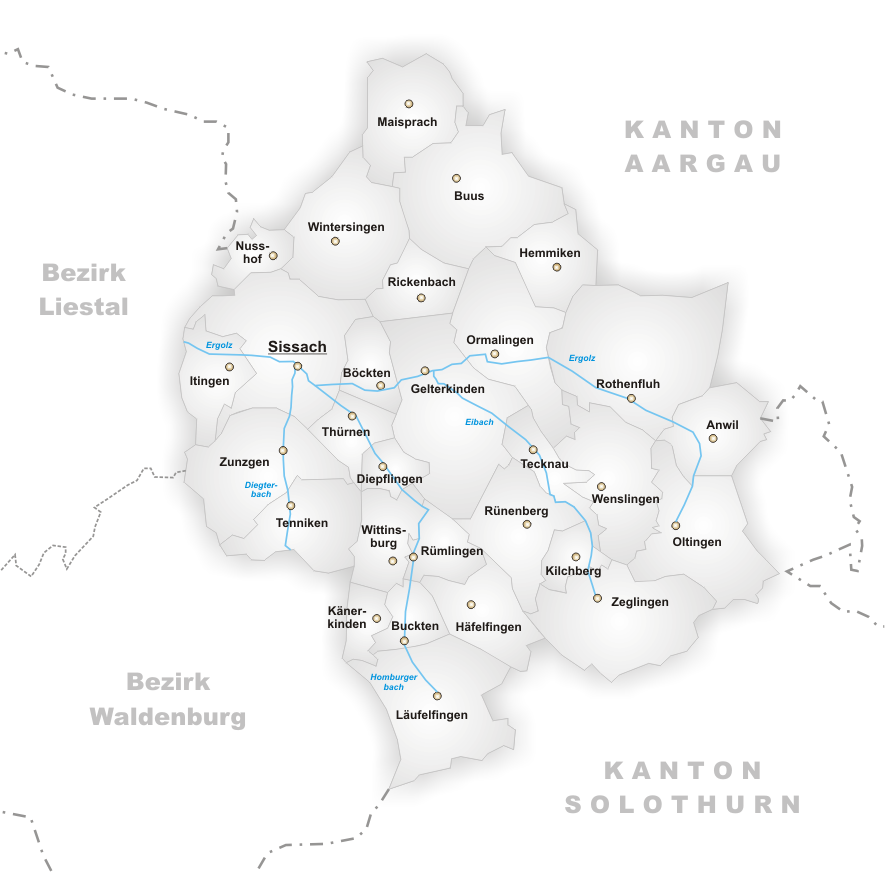
Municipis del districte de Sissach

El districte de Sissach és un dels cinc districtes del cantó suís de Basilea-Camp. Té una població de 32757 habitants (cens de 2007) i una superfície de 138.29 km². Està compost per 29 municipis i el cap del districte és Sissach.

## Municipis
| Escut        | Municipi     | Habitants (2004) | Superfície en km² |
| ------------ | ------------ | ---------------- | ----------------- |
| Anwil        | Anwil        | 524              | 3.96              |
| Böckten      | Böckten      | 745              | 2.28              |
| Buckten      | Buckten      | 660              | 1.99              |
| Buus         | Buus         | 988              | 8.85              |
| Diepflingen  | Diepflingen  | 528              | 1.44              |
| Gelterkinden | Gelterkinden | 5581             | 9.79              |
| Häfelfingen  | Häfelfingen  | 272              | 3.96              |
| Hemmiken     | Hemmiken     | 284              | 3.39              |
| Itingen      | Itingen      | 1723             | 3.14              |
| Känerkinden  | Känerkinden  | 508              | 1.48              |
| Kilchberg    | Kilchberg    | 107              | 1.59              |
| Läufelfingen | Läufelfingen | 1270             | 8.15              |
| Maisprach    | Maisprach    | 918              | 5.06              |
| Nusshof      | Nusshof      | 197              | 1.72              |
| Oltingen     | Oltingen     | 406              | 7.18              |
| Ormalingen   | Ormalingen   | 1828             | 4.23              |
| Rickenbach   | Rickenbach   | 573              | 2.90              |
| Rothenfluh   | Rothenfluh   | 708              | 10.93             |
| Rümlingen    | Rümlingen    | 346              | 2.28              |
| Rünenberg    | Rünenberg    | 759              | 4.98              |
| Sissach      | Sissach      | 5629             | 8.87              |
| Tecknau      | Tecknau      | 860              | 2.35              |
| Tenniken     | Tenniken     | 911              | 4.67              |
| Thürnen      | Thürnen      | 1238             | 2.25              |
| Wenslingen   | Wenslingen   | 662              | 5.91              |
| Wintersingen | Wintersingen | 619              | 6.95              |
| Wittinsburg  | Wittinsburg  | 417              | 3.21              |
| Zeglingen    | Zeglingen    | 471              | 7.91              |
| Zunzgen      | Zunzgen      | 2516             | 6.87              |